# Aleksander Romanow (1866–1933)
Aleksander Michajłowicz Romanow (ros. Алекса́ндр Миха́йлович Романов; ur. 1 kwietnia (13 kwietnia) 1866 w Tbilisi, zm. 26 lutego 1933 w Roquebrune-Cap-Martin, Francja) – wielki książę Imperium Rosyjskiego.

## Dzieciństwo i lata wczesne
Był wnukiem cesarza Mikołaja I, czwartym synem wielkiego księcia Michała Mikołajewicza i jego żony Olgi Fiodorowny (Cecylii Augusty Badeńskiej), córki Leopolda Badeńskiego. W dzień po narodzinach 2 kwietnia 1866 roku został pułkownikiem 73 Pułku Piechoty, oficerem 4 batalionu strzelców Rodziny Cesarskiej, oficerem Brygady Artylerii Gwardii i oficerem Kaukaskiej Dywizji Grenadierów. Ojciec Aleksandra, Michał Mikołajewicz Romanow, był generalnym inspektorem rosyjskiej artylerii i namiestnikiem Kaukazu Południowego.
Wielki książę był wychowywany w duchu wojskowym, surowej dyscyplinie i poczuciu obowiązku. W wieku siedmiu lat został wraz z braćmi, Mikołajem (1859–1919) i Jerzym (1863–1919), oddany pod opiekę nauczycieli. Wstawał wcześnie rano, odmawiał modlitwę, jadł śniadanie. Po śniadaniu miał lekcje gimnastyki i fechtunku, a następnie pod surowym okiem preceptorów uczył się religii, historii Cerkwi prawosławnej, rosyjskiej gramatyki i literatury, historii Rosji, Europy, Azji, geografii, matematyki, języka francuskiego, angielskiego i niemieckiego oraz muzyki.
W 1878 roku wyraził gotowość do wstąpienia na służbę do marynarki wojennej. Rozpoczął przygotowania do tej służby pod nadzorem nauczyciela specjalisty. Przyswajał sobie astronomię, oceanografię, teorię i praktykę artylerii, teorię budowy okrętów, teorię nawigacji, ekonomię polityczną oraz historię marynarki rosyjskiej. Trzy miesiące każdego lata w ramach zajęć praktycznych spędzał na krążowniku. We wrześniu 1885 roku został awansowany do stopnia miczmana. 1 kwietnia 1886 roku został ogłoszony pełnoletnim. W obecności cesarza Aleksandra III (1845–1894) złożył tekst przysięgi na wierność i posłuszeństwo prawom zasadniczym Imperium.

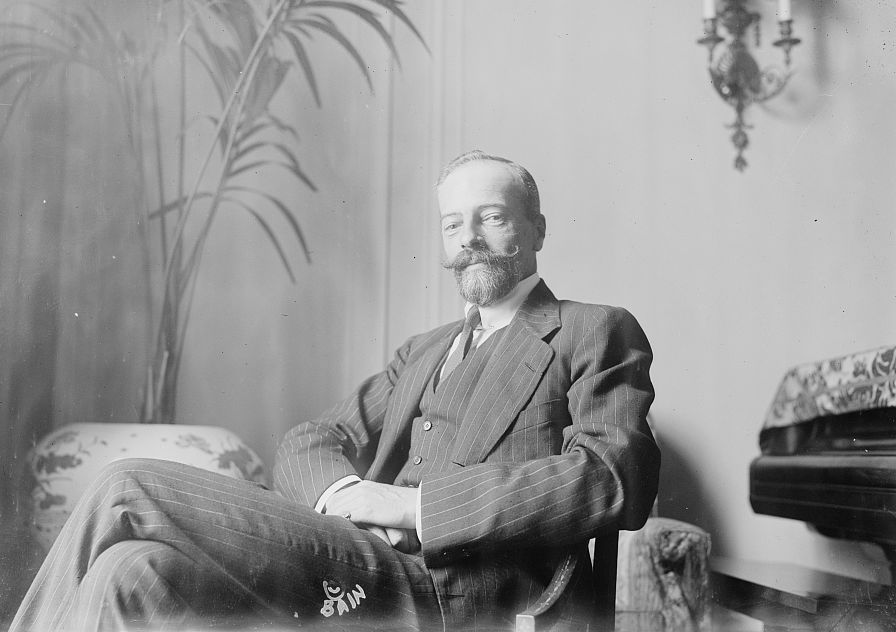
Wielki Książę Aleksander Michajłowicz Romanow

## Dalsze lata
Od 1886 roku odbywał rejsy ćwiczebne i szkoleniowe. Między innymi do Brazylii, południowej Afryki, Chin, Archipelagu Filipińskiego, Indii czy Australii. Widział Moluki, wyspę Fidżi, Cejlon i Dardżyling w Himalajach. W 1889 roku był już ponownie w Europie. Odwiedzał siostrę w Monte Carlo. W 1893 roku uczestniczył w paradzie morskiej w porcie nowojorskim. Podziwiał flotę Wielkiej Brytanii, Francji, Niemiec, Włoch, Austro-Węgier i Argentyny.
W 1896 roku uczestniczył w koronacji nowego cara Mikołaja II. Był świadkiem tragedii na Chodynce w czasie festynu ludowego towarzyszącego koronacji, strajków generalnych w Petersburgu, Moskwie i na prowincji w latach 1897–1901, zabójstwa ministra spraw wewnętrznych Sipiagina (1853–1902) oraz wielu innych wydarzeń z lat 1914–1917, z rewolucją włącznie.
Swój czas poza służbą dzielił na życie rodzinne i spotkania z przyjaciółmi. Rozbudowywał posiadłość Aj-Todor położoną w pobliżu Pałacu Liwadyjskiego. Sadził nowe drzewa, pracował w winnicy. Nadzorował sprzedaż wyhodowanych owoców, win i kwiatów.
W 1900 roku został awansowany do stopnia kapitana I rangi i mianowany dowódcą pancernika Floty Czarnomorskiej „Rościsław”. Decyzją Mikołaja II został mianowany naczelnikiem Głównego Zarządu Żeglugi Handlowej w randze ministra. 6 grudnia 1902 roku został awansowany do stopnia kontradmirała. Brał udział w wojnie rosyjsko-japońskiej 1904–1905 roku z zadaniem zorganizowania tzw. wojny krążowniczej, której celem było ściganie kontrabandy dostarczanej do Japonii. Wojna krążownicza została oprotestowana przez mocarstwa europejskie. Mikołaj II wydał rozkaz o zaprzestaniu jej stosowania.
Pionier Sił Powietrznych (z 1910 roku). 

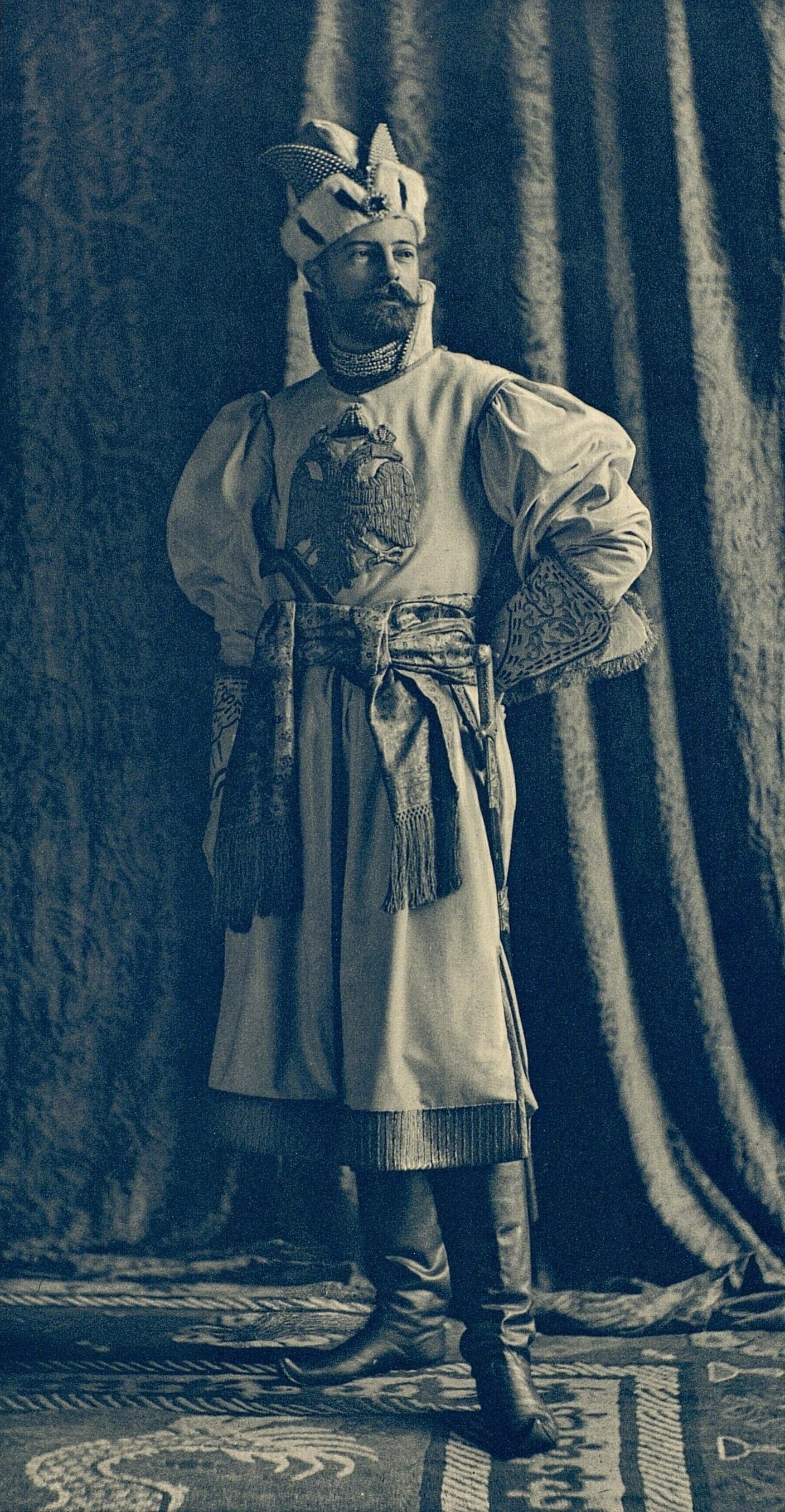
Aleksander Michajłowicz rok 1903

## I wojna światowa
Lato 1914 roku spędzał z rodziną w Londynie. W chwili wybuchu wojny przedostał się do Sewastopola, a następnie został skierowany przez wielkiego księcia Mikołaja Mikołajewicza do sztabu IV Armii w charakterze zastępcy dowódcy. Walczył przeciwko Austriakom. Wielokrotnie na przestrzeni lat 1914–1915 zmieniał miejsce postoju. Z nastaniem 1916 roku przeniósł się do Kijowa i przygotowywał się do współdziałania z dowódcą Frontu Południowo-Zachodniego, generałem Brusiłowem (1853–1926). Na początku lutego 1917 roku otrzymał propozycję pracy w komisji z udziałem przedstawicieli mocarstw sojuszniczych, która rozwiązać miała problemy zaopatrzeniowe armii rosyjskiej. Po wybuchu rewolucji lutowej zostaje zmuszony do złożenia przysięgi na wierność Rządowi Tymczasowemu. W przeciwieństwie do braci Mikołaja (1859–1919) i Jerzego (1863–1919), którzy zginęli rozstrzelani przez bolszewików w twierdzy Pietropawłowskiej, ocalił życie. Przebywał w areszcie domowym w swojej posiadłości Aj-Todor. W marcu 1919 na pokładzie krążownika HMS Foresight przedostał się do Anglii, a potem do Francji.

## Na wygnaniu
Wielki książę po ucieczce z Rosji mieszkał we Francji, w Anglii i Stanach Zjednoczonych. Podróżował po świecie. Dużo pisał. W 1932 roku wydał w Nowym Jorku książkę pod tytułem Once a Grand Duke, w której opisał między innymi świat petersburskiej arystokracji, wpływ demonicznego Rasputina, germanofilię Protopopowa czy domniemaną zdradę Stürmera. Zmarł 26 lutego 1933 roku w Roquebrune-Cap-Martin, w departamencie Alpy Nadmorskie i został pochowany na miejscowym cmentarzu.

## Małżeństwo i potomstwo

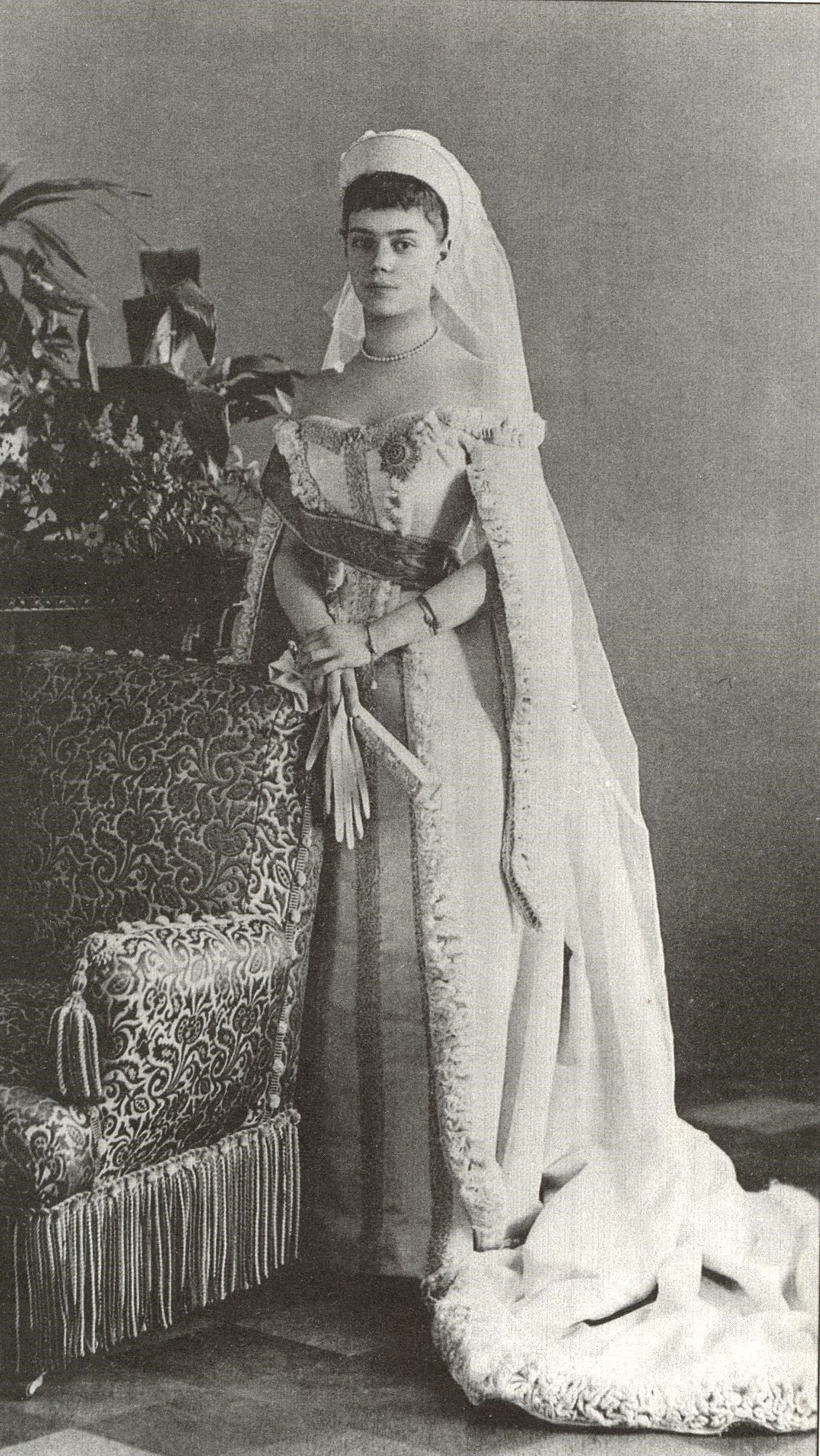
Ksenia Aleksandrowna

6 sierpnia 1894 Aleksander poślubił swoją ukochaną od czasów dzieciństwa – wielką księżnę Ksenię Aleksandrowną, córkę cara Aleksandra III i księżniczki duńskiej Dagmary (czyli carycy Marii Fiodorowny). Para miała 7 dzieci, które nie nosiły tytułu wielkich książąt Rosji, tylko książąt Rosji (nie Ich Cesarskich Wysokości, tylko Ich wysokości):
- Irina (1895–1970), żona Feliksa Jusupowa od 1914 roku;
- Andrzej (1897–1981), ożenił się w 1918 roku z księżniczką Elżbietą Ruffo-Sasso. Po raz drugi ożenił się w 1942 roku z Nadine McDougall;
- Fiodor (1898–1968), ożenił się w 1923 z księżniczką Ireną Paley, córką wielkiego księcia Pawła Aleksandrowicza i Olgi Karnowicz;
- Nikita (1900–1974), ożenił się z Marią Woroncow-Daszkow w 1922 roku;
- Dymitr (1901–1980), był dwukrotnie żonaty, jego pierwszą żoną była Marina Goleniszczew-Kutuzow-Tołstoj (1931 rok), drugą zaś Sheila McKellar-Chisholm (1954);
- Rościsław (1902-1978), jego pierwszą żoną była księżniczka Aleksandra Galicyn (1928 rok), drugą Alice Baker (1945 rok), a trzecią Hedwiga von Chappuis (1954 rok);
- Wasili (1907–1989), w 1930 roku ożenił się z Natalią, księżniczką Galicyn.

## Dzieła
W 1933 roku Aleksander Romanow opublikował po rosyjsku swoje wspomnienia zatytułowane Kniga wospominanij (ros. Книга воспоминаний). Polskie wydanie Byłem wielkim księciem : (koniec dynastii) w przekładzie Krzysztofa Tura ukazało się nakładem Studia Wydawniczego Unikat w 2004 roku w Białymstoku (302 str.).